# آرنه نیبری
آرنه نیبری (سوئدی: Arne Nyberg; ۲۰ ژوئن ۱۹۱۳ – ۱۲ اوت ۱۹۷۰) بازیکن فوتبال اهل سوئد بود.
از باشگاه‌هایی که در آن بازی کرده‌است می‌توان به باشگاه فوتبال گوتبورگ اشاره کرد.
وی همچنین در تیم ملی فوتبال سوئد بازی کرده‌است.